# 정릉 (신덕왕후)
정릉(貞陵)은 대한민국 서울특별시 성북구에 있는 무덤으로 조선 태조의 계비인 신덕왕후(神德王后)의 능이다. 원래 정동(貞洞) 영국대사관 자리에 있었던 것을 태종 9년에 옮겼다. 사적 제208호로 대한민국 서울특별시 성북구 정릉동에 있다.

## 개요
신덕왕후 강씨는 1356년에 상산부원군(象山府院君) 강윤성의 딸로 태어났다. 태조 원년(1392년) 조선의 개국으로 강씨는 음력 8월 7일 조선의 첫 왕비가 되어 현비(顯妃)에 봉해졌으며, 그 당시 이미 태조와의 사이에서 방번, 방석 두 왕자와 경순공주를 두고 있었다.
태조는 신덕왕후 소생의 왕자이자 자신의 막내아들인 방석을 세자로 책봉하였고, 정안군 방원 등 신의왕후 소생의 왕자들의 반발을 불러왔다. 태조 5년(1396년) 음력 8월 13일 신덕왕후가 사망하자 태조는 신덕왕후의 능침을 한양도성 안에, 경복궁 서쪽의 황화방에 조성하고, 왕후의 명복을 비는 원찰로써 1년여의 공사 끝에 동왕 6년(1397년) 170여 간 규모의 흥천사를 지었다고 한다. 그러나 2년 후 정안군 방원이 주도한 제1차 왕자의 난로 신덕왕후 소생의 왕자와 경순공주의 남편으로 태조의 부마였던 이제까지 살해당한다.
정종의 양위로 즉위한 태종은 신덕왕후를 후궁의 지위로 격하시켰다. 태종 8년(1408년) 태조가 사망하고 이듬해에는 정릉을 한양도성 밖 양주 남사아리 경좌 언덕(현재의 서울시 성북구)으로 옮기게 하였으며, 명 사신의 객관을 수리할 부재를 충당하기 위해 정릉의 정자각을 헐고, 봉분을 완전히 깎아 무덤의 흔적을 없앴다. 동왕 10년(1410년) 광통교가 홍수에 무너지자 정릉의 병풍석을 광통교 복구에 사용하게 하기도 하였다.
현종 10년(1669년)에 이르러 송시열의 요청으로 신덕왕후는 태조의 정비(正妃)로 인정되어 종묘에 왕후의 예로써 모셔졌으며, 정릉 역시 복원되었다. 봉분 앞의 장명등은 태조 당대의 것을 그대로 옮겨온 것으로, 나머지 석물은 모두 현종 때에 신덕왕후가 종묘에 복권되고 능침을 재조성할 때 마련된 것이다.
고종 광무 3년(1899년) 신덕왕후가 신덕고황후로 추존되고 이듬해에 옛 표석을 갈아 대한신덕고황후정릉비를 세웠다.

## 갤러리

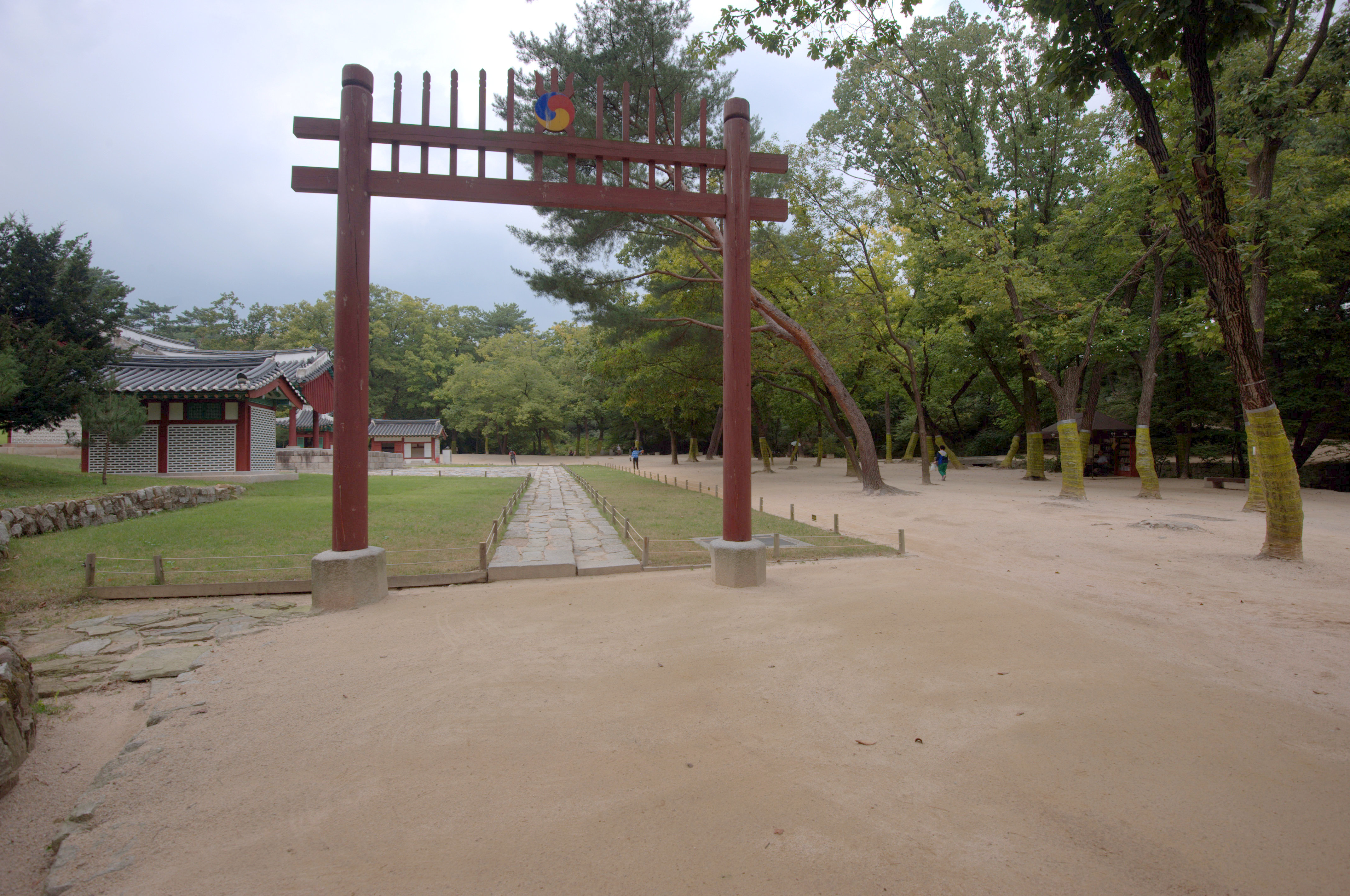
홍살문
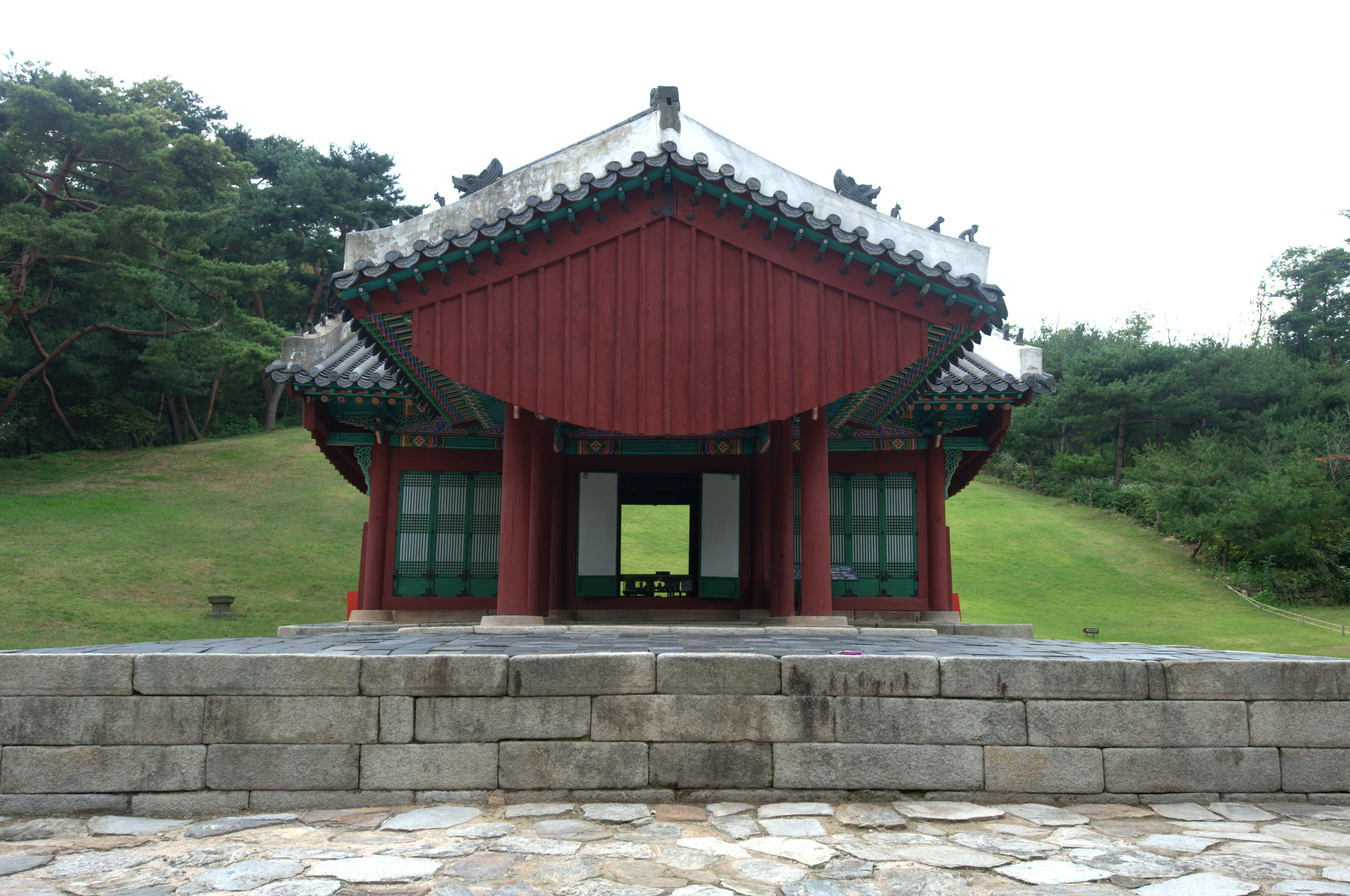
정면에서 바라본 정자각
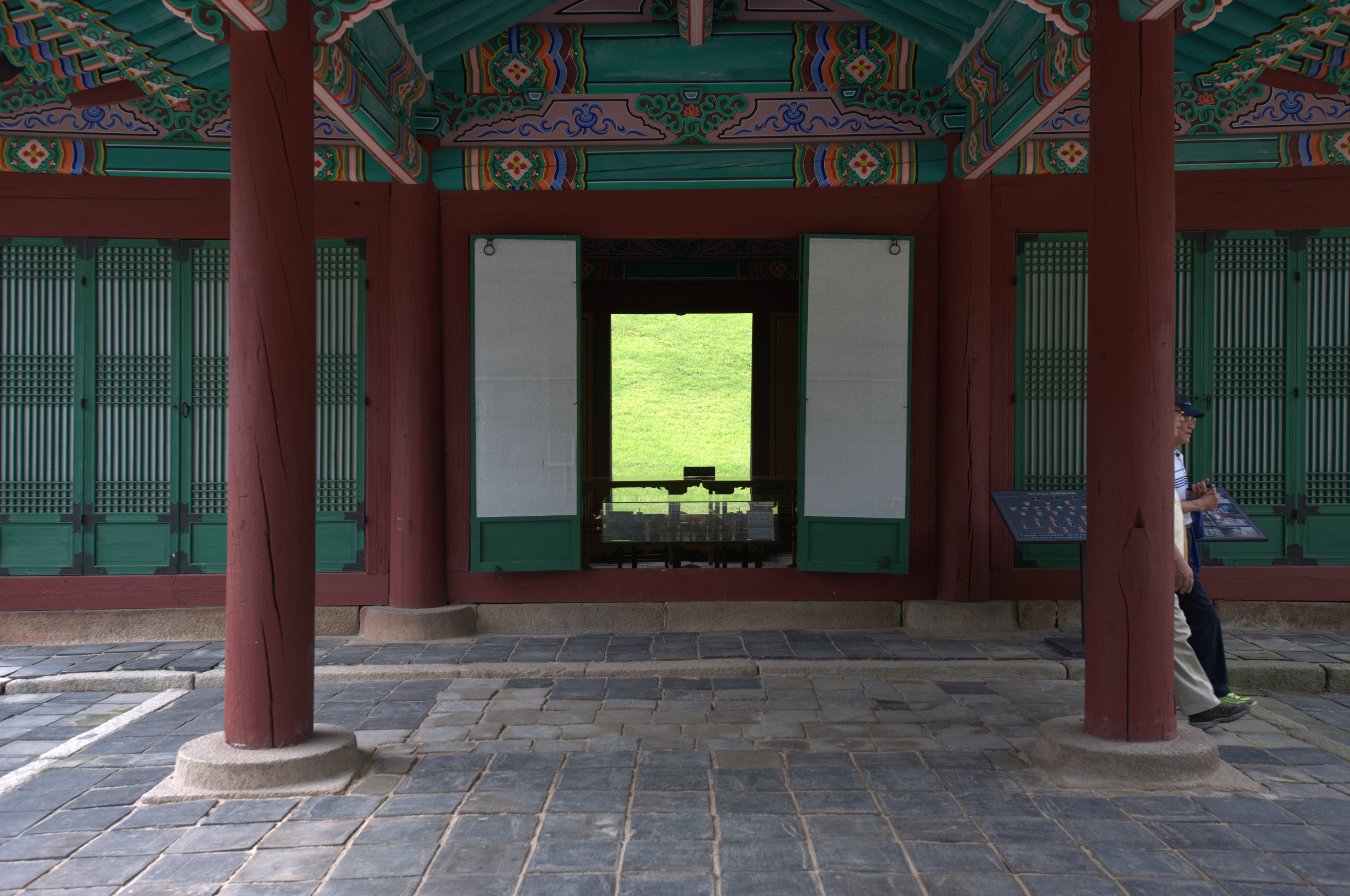
정자각 내부
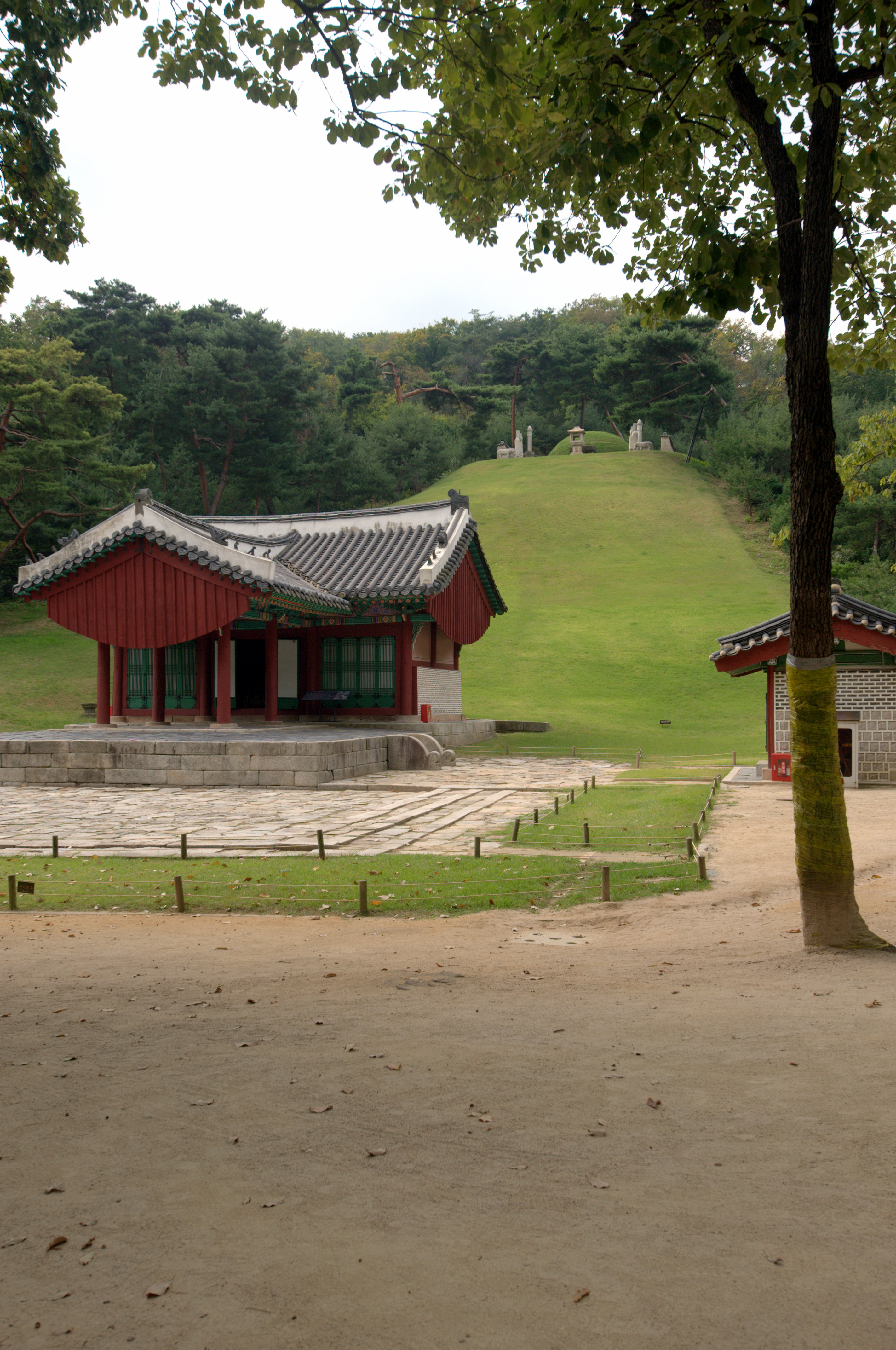
아래에서 올려다본 봉분과 정자각

## 같이 보기
- 조선의 왕릉
- 제1차 왕자의 난
- 함흥차사